# Juan Iturbe
Juan Manuel Iturbe Arévalos  (Quilmes, Argentina; 4 de junio de 1993) es un futbolista argentino nacionalizado paraguayo, juega como mediapunta o extremo y su equipo actual es Cerro Porteño de la Primera División de Paraguay. Ha sido internacional con la selección de fútbol de Paraguay.

## Trayectoria

### Formación
Nacido y criado en Buenos Aires, de padres paraguayos. Se formó en Sportivo Pereyra de Barracas, después, a corta edad, retornó al país de sus padres y se fue a Cerro Porteño donde hizo las inferiores y debutó en la Primera División del fútbol paraguayo.

### Cerro Porteño y Quilmes
Debutó en la Primera División de Paraguay el 28 de junio de 2009 con 16 años de edad en la fecha 21 del Torneo Apertura ante Libertad, bajo la conducción técnica de Pedro Troglio, torneo del cual logró salir campeón y sumar su primer título profesional, donde jugó cuatro partidos y no marcó goles. A fines de 2009, sobrevino un conflicto debido a que el futbolista (asesorado por su padre y representante) se negó a firmar un contrato de formación y otro profesional casi eterno ante el interés de clubes poderosos por lo que fue separado del plantel superior cuando se preparaba para jugar de titular un partido por el Torneo Apertura 2010. Ante esta situación, el futbolista no regresó a los entrenamientos y decidió tomar otro rumbo, en este caso Argentina.
En 2010 se fue del club paraguayo y pasó al Quilmes Atlético Club por lo que se generó una polémica con Cerro Porteño ya que este último reclamó los derechos de formación del jugador y llevó todo a manos de la justicia quien falló a su favor. Debido a esto Juan Manuel no pudo jugar en la primera de Quilmes y solo tuvo diez entrenamientos ya que la situación nunca se destrabó a su favor por lo que al futbolista solo le quedó dos alternativas, la primera retornar al club paraguayo y la segunda esperar hasta el 4 de junio de 2011, fecha en la que cumpliría 18 años y podría fichar por otro club y fue por eso que optó por la primera opción ante las presiones constantes del club paraguayo.

### Retorno a Paraguay
Tras no resolverse su situación, en febrero de 2011 retornó a su club de origen. El 17 de febrero anotó su primer gol con la camiseta «azulgrana» y por partida doble en la Copa Libertadores para el triunfo por 5:2 ante el Colo-Colo de Chile. Tras la finalización del encuentro, Iturbe declaró sentirse muy feliz por su sobresaliente debut y que Cerro Porteño fue el club que más estimó. A lo largo de dicha competición el futbolista jugó ocho encuentros y junto con el trabajo de sus compañeros llevaron al club hasta la semifinal del torneo en la cual finalmente quedó eliminado por un global de 4:3 ante el Santos de Brasil, que más tarde terminó alzando la copa. En mayo del mismo año, disputó un partido inolvidable para los hinchas «azulgranas» ya que marcó un gol contra el archirrival de Cerro en el partido correspondiente a la fecha 16 del Torneo Apertura 2011, donde el equipo jugó todo el segundo tiempo con 10 jugadores e Iturbe como la mayoría de sus compañeros era un hombre de alternativa que estaban reservados para el partido de vuelta correspondiente a los octavos de final de la Copa Libertadores contra Estudiantes de La Plata, y una vez en el campo aprovechó un error a la salida entre los futbolistas del Club Olimpia (Miguel Amado y Julio César Cáceres) por lo que encaró al experimentado arquero Aldo Bobadilla y anotó su primer gol en los clásicos con tan solo 17 años, sumado a que minutos más tarde le cometieron un penalti que sirvió para liquidar el partido 2:0.
Desde su aparición en el equipo superior de Cerro Porteño, Juan Manuel atrajo el interés de varios clubes europeos y algunos de renombre como el Real Madrid, el Tottenham de Inglaterra y el Genoa de Italia. Poco después se sumaron a la lista de pretendientes dos clubes ingleses más, el Manchester United y el West Ham United.

### F. C. Porto

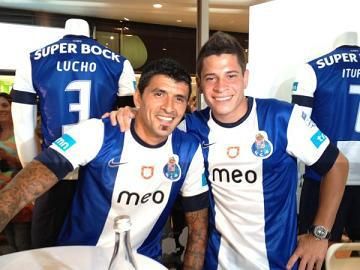
Iturbe con Lucho González.

En junio de 2011 fue trasferido por 1 millón 20 mil dólares al Porto de Portugal. Debutó el 15 de octubre de ese año como titular en la goleada a favor de su equipo por 8:0 ante el Pêro Pinheiro.
En abril de 2012, Iturbe logró su segundo título liguero en su carrera como futbolista, esta vez lo haría con el Porto, al ganar la Liga Zon Sagres faltando cinco jornadas para su finalización, en la que jugó cuatro encuentros sin marcar goles. En julio de ese mismo año, marcó su primer gol no oficial en Porto en un partido de pretemporada ante el Celta de Vigo donde partió de mitad de cancha, se escapó de varios jugadores, remató al arco a ras del suelo y marcó un gol. En agosto, se consagró campeón de la Supercopa de Portugal, el Porto derrotó por 1-0 al Académica de Coimbra. De manera oficial, entre las temporadas 2011/12 y 2012/13 con la camiseta de los «dragones», Juan jugó diez partidos en total y no marcó goles.

### River Plate
En fines de diciembre de 2012, tras ser convocado al seleccionado argentino Sub-20, manifestó no querer regresar al club luso dueño de su pase debido a que solo había disputado diez partidos en total en dos temporadas. Por lo tanto comunicó su deseo de emigrar para tener más continuidad, a lo que el técnico del Porto Vitor Pereira no se opuso. Así Iturbe fichó para River Plate de Argentina en calidad de cedido por seis meses, con un costo de 700 mil dólares por el préstamo.
Hizo su debut con la camiseta «Millonaria» el 17 de febrero de 2013 por la fecha 2 del Torneo Final, en la victoria por 1:0 ante Estudiantes de La Plata. Anotó su primer gol el 24 de febrero, en la victoria de su equipo por 3 a 2 ante Tigre convirtiendo el tercer gol de su equipo.
Tras cumplir el préstamo el jugador declaró en su cuenta de Twitter su intención de volver a vestir la camiseta de River Plate algún día.

### Hellas Verona
En septiembre de 2013, luego de retornar al Porto tras su paso por River Plate y jugar un solo partido en la Liga Zon Sagres, fue cedido en préstamo nuevamente pero al Hellas Verona para diputar la temporada 2013-14 de la Serie A de Italia. Su primer gol en dicha institución lo marcó en la quinta jornada ante el Livorno por medio de un tiro libre anotando el 1:0 parcial del 2:1 final a su favor. El 6 de octubre en la victoria por goleada 4 a 1 ante Bolognia, Iturbe marcaría un gol arrancando eludió varios rivales y definió con un zurdazo cruzado que dejó sin chances al arquero Gianluca Curci, también marcaría una asistencia para el delantero Luca Toni fue una la figura del partido en la fecha 7. El 2 de diciembre marca un gol en la derrota ante ACF Fiorentina en un verdadero partidazo con derrota para los del Hellas Verona 4 a 3 Iturbe igual dejó un gol que puso el 2 a 1 parcial. El 22 de diciembre convierte un gol de tiro libre en la victoria 4 a 1 ante la SS Lazio en unas de las últimas fecha de la primera ronda de la Serie A. El Hellas Verona terminó esa primera rueda en puesto 6° ingresando a Europa League y siendo una de las revelaciones de la Serie A.
El 6 de enero marcaría su primer gol en el 2014 ante el Udinese Calcio en la fecha 18 del calcio. El 13 de abril marcaría su primer gol ante un rival que en la ronda pasada habían tenido un partidazo, este partido no quedaría atrás ante la ACF Fiorentina en un 5 a 3 que tuvo de nuevo al equipo de Iturbe como perdedor y al igual que el anterior aporto un gol. El 5 de mayo Juan Manuel Iturbe consigue un gol en el empate 3 a 3 ante la SS Lazio por la fecha 36 de la Serie A, en su antepenúltimo partido. El 18 de mayo en la fecha 38 de la Serie A en el cierre del Calcio Iturbe se despediría con un gol aunque fue en la derrota por goleada 5 a 1. Si bien el Hellas Verona no terminó el torneo ingresando a una competición europea hizo 54 puntos y terminó en el 10° puesto Juan Manuel Iturbe fue uno de los mejores jugadores del equipo.
El 27 de mayo el Hellas Verona confirmó de tal forma, aunque Porto pareció dar la primicia al anticipar el acuerdo por medio de un comunicado publicado a través de la ‘Comisión del Mercado de Valores Mobiliarios’, en donde se afirmaba que la dirigencia ya había firmado la transferencia del jugador paraguayo, desde Hellas Verona también certificaron esa información: “El Hellas Verona ha ejercido la opción de compra de Juan Manuel Iturbe a un valor de 20 millones de dólares”.
Tras una buena temporada en Italia Juan Manuel Iturbe se volvió un jugador muy codiciado en el marcado de pases por equipos muy importantes de Europa entre ellos son Real Madrid C. F., Atlético de Madrid y la Juventus F.C. fue una lucha por el joven jugador pero la A. S. Roma sorprendió tras poner unos € 22.500.000 para fichar al jugador.

### A.S. Roma
El 16 de julio de 2014 se hizo oficial su traspaso a la A. S. Roma por 22.5 millones de euros más 2.5 en variables. El ex Cerro Porteño firmó un contrato por cinco temporadas. El 19 de julio la joven promesa fue presentada de manera oficial en el club italiano, portando la camiseta número "7".
El 30 de agosto Juan Iturbe debutó con la camiseta de su nuevo club en el arranque de la Serie A ante la Fiorentina. El partido terminó con victoria 2-0 para los de la capital y el joven paraguayo jugó 75 minutos. El 17 de septiembre la Roma volvió a jugar por la Liga de Campeones de la UEFA, esta vez contra el CSKA Moscú, el partido lo ganaría por goleada 5-1. El primer gol fue de Iturbe tras un pase que lo dejó solo contra el arquero rematando de zurda desde el centro del área por bajo, junto al palo izquierdo, también metió dos asistencia para sus compañeros Gervinho y Maicon.
El 5 de octubre de 2014 marca su primer gol en la Serie A con la camiseta de la Roma, el rival sería la Juventus en el estadio Juventus Stadium al minuto 44, donde su equipo perdería 3-2, su gol fue tras remate con la izquierda desde el centro del área por bajo, junto al palo izquierdo, en ese entonces puso el 2-1 parcial con el que su equipo iba ganando. El 6 de enero Juan Iturbe jugó como titular en el equipo de la capital superando por 1-0 a Udinese e igualó a la "vecchia signora" como líder de la Serie A de Italia.
El 20 de enero, por los octavos de final de la Copa Italia, la Roma elimina al Empoli por 2-1 en el tiempo extra con un aporte de Juan Iturbe que hizo el primer gol del equipo tras un centro desviado controlando la pelota en el área grande donde eludió al defensor y definió al palo izquierdo del arquero. El 31 de enero Iturbe sufrió una lesión que lo dejaría varias semanas sin jugar, sufriendo una torcedura del tobillo y la rodilla de forma escalofriante en la disputa de un balón dividido con Hysaj en el partido Roma - Empoli disputado en la fecha 21 de la Serie A de Italia.
El 25 de mayo, en la anteúltima jornada de la Serie A, se jugaba el derbi de la capital entre la Roma y la Lazio. No solo se juega el clásico sino el pase directo a la Liga de Campeones de la UEFA que tendría a Iturbe como una de las figuras del encuentro, aportando el primer gol del encuentro tras un desborde de Víctor Ibarbo, tirando el centro por abajo y la punteó venciendo al arquero. Fue una victoria 2-1 quedándose con el clásico, además terminaría subcampeón por segundo año consecutivo de la Serie A, lo que le daría el pase a la fase de grupos de la Liga de Campeones de la UEFA de la temporada siguiente.

### AFC Bournemouth
El 2 de enero de 2016, se confirma la cesión de Iturbe al Bournemouth de la Premier League de Inglaterra, donde tampoco contó con los minutos que buscaba (solo participó en dos partidos del torneo doméstico y otros dos de la FA Cup).

### A.S. Roma
En verano de 2016, regresa a la Roma luego de su préstamo en Inglaterra. Al igual que le había sucedido en su primera estancia en el club, tampoco contó con la confianza del entrenador Luciano Spalletti, quien le dio una presencia testimonial en la Serie A (38 minutos repartidos en 5 apariciones). Más oportunidades tuvo en la Liga Europa, donde participó en todos los partidos de la fase de grupos.

### Club Tijuana
El 18 de agosto de 2017, el Club Tijuana de México anuncia la compra definitiva y la próxima firma de un contrato por 4 años.

### Pumas de la UNAM
Después de un paso sin pena ni gloria con Tijuana debido a una lesión, llegó a los Pumas del Club Universidad Nacional, debutó en la jornada 5 del Apertura 2018 contra Monterrey. Su primer gol con los Pumas fue en la jornada 10 contra Lobos de la BUAP, los de la UNAM ganarían 4 a 2. Duró tres años con el equipo universitario hasta que el 24 de mayo de 2021 el equipo de los Pumas anunció su salida del club.

### Retorno a Cerro Porteño
El 22 de diciembre de 2023, ficha por Cerro Porteño de la Primera División de Paraguay luego de casi 12 años de su partida del "Ciclón de Barrio Obrero" en 2011.

## Selección nacional

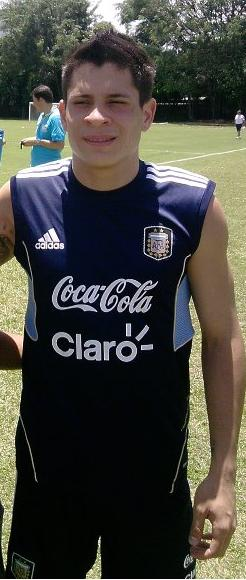
Iturbe en la selección juvenil de Argentina.

### Selección juvenil de Argentina
En mayo de 2010, integró el plantel de sparring de la selección de Argentina de Diego Maradona que viajó para entrenar junto al seleccionado mayor que compitió en el Mundial de Sudáfrica 2010.
En enero de 2011, citado por Walter Perazzo, cumplió una destacada actuación en el Sudamericano Sub-20 de Perú vistiendo la camiseta de la selección de Argentina Sub-20 y marcó 3 goles en 9 partidos. Su participación más importante ocurrió el 6 de febrero, en el encuentro entre Argentina y Brasil, partido que finalizó 2:1 a favor de la «albiceleste», en el que el jugador tuvo la oportunidad de marcar un gol (el segundo) a los 23 minutos de la parte complementaria. En julio de este mismo año, fue convocado nuevamente pero para participar de la Copa Mundial de Fútbol Sub-20 de 2011 donde disputó 5 partidos y no marcó goles.
En diciembre de 2012, volvió a ser citado a la selección de Argentina Sub-20, pero esta vez por Marcelo Trobbiani, para disputar el Sudamericano Sub-20 de Argentina en el que la selección formó parte del grupo A junto a Bolivia, Chile, Colombia y Paraguay. Disputó el primer y segundo partido como titular en las derrotas 1:0 y 2:1 ante la selección «trasandina» y «guaraní», respectivamente, mientras que en el tercer encuentro, si bien fue suplente, no ingresó al campo de juego en el empate 2:2 ante el conjunto boliviano. En el cuarto y último encuentro para la selección «albiceleste» en dicha competición, el futbolista jugó de titular y marcó un gol (el segundo) de cabeza a los 46 minutos del segundo tiempo para el 2:0 parcial frente a la selección «cafetera», partido que finalizó 3:2 a favor y con la eliminación de su selección en primera fase.

#### Participación Sudamericanos
| Campeonato                  | Sede      | Resultado     | Partidos | Goles |
| --------------------------- | --------- | ------------- | -------- | ----- |
| Sudamericano Sub-20 de 2011 | Perú      | Tercer puesto | 9        | 3     |
| Sudamericano Sub-20 de 2013 | Argentina | Primera fase  | 3        | 1     |

#### Participaciones en Copas del Mundo
| Mundial                     | Sede     | Resultado        | Partidos | Goles |
| --------------------------- | -------- | ---------------- | -------- | ----- |
| Copa Mundial Sub-20 de 2011 | Colombia | Cuartos de final | 5        | 0     |

### Selección mayor de Paraguay
El 27 de febrero de 2016, Iturbe anunció que aceptaba jugar por la selección mayor del país donde vivió gran parte de su vida. Días después fue confirmada su convocatoria para integrar el plantel dirigido por Ramón Díaz para las eliminatorias del Mundial de Rusia 2018. Debutó frente a Brasil ingresando en el segundo tiempo de un partido válido por la sexta fecha del torneo clasificatorio.

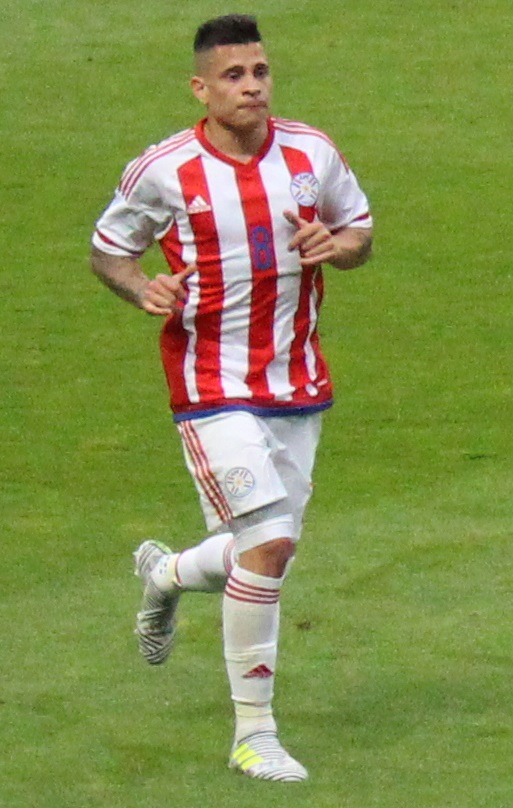
Iturbe en la selección paraguaya en 2017

Anteriormente, en noviembre de 2009, fue convocado como futbolista invitado por Gerardo Martino para conformar el plantel de la selección paraguaya en un partido amistoso frente a la selección de Chile.

#### Participaciones en Eliminatorias al Mundial
| Eliminatorias                 | Resultado | Partidos | Goles |
| ----------------------------- | --------- | -------- | ----- |
| Eliminatorias Mundial de 2018 | 7° lugar  | 3        | 0     |

#### Participaciones en Copa América
| Copa                    | Sede           | Resultado        | Partidos | Goles |
| ----------------------- | -------------- | ---------------- | -------- | ----- |
| Copa América Centenario | Estados Unidos | Primera fase     | 2        | 0     |
| Copa América 2019       | Brasil         | Cuartos de final | 2        | 0     |

## Goles en torneos internacionales

### Goles en la UEFA Champions League
| Resultados | Resultados | Resultados | Resultados | Lugar | Estadio         | Fecha                    | Temporada | Gol(es) |
| ---------- | ---------- | ---------- | ---------- | ----- | --------------- | ------------------------ | --------- | ------- |
| Roma       | 5          | 1          | CSKA Moscú | Roma  | Stadio Olimpico | 17 de septiembre de 2014 | 2014-2015 | 1 gol   |

Para un total de 1 gol.

### Goles en la Copa Libertadores
| Resultados    | Resultados | Resultados | Resultados | Lugar    | Estadio                     | Fecha                 | Temporada | Gol(es) |
| ------------- | ---------- | ---------- | ---------- | -------- | --------------------------- | --------------------- | --------- | ------- |
| Cerro Porteño | 5          | 2          | Colo Colo  | Asunción | Estadio General Pablo Rojas | 17 de febrero de 2011 | 2011      | 2 goles |

Para un total de 2 goles.

## Estadísticas

### Clubes
Actualizado hasta su último partido disputado el 30 de julio de 2025.
| Club                         | Div.          | Temporada     | Liga  | Liga  | Liga   | Copas nacionales | Copas nacionales | Copas nacionales | Torneos internacionales | Torneos internacionales | Torneos internacionales | Total | Total | Total  |
| Club                         | Div.          | Temporada     | Part. | Goles | Asist. | Part.            | Goles            | Asist.           | Part.                   | Goles                   | Asist.                  | Part. | Goles | Asist. |
| ---------------------------- | ------------- | ------------- | ----- | ----- | ------ | ---------------- | ---------------- | ---------------- | ----------------------- | ----------------------- | ----------------------- | ----- | ----- | ------ |
| Cerro Porteño Paraguay       | 1.ª           | 2009          | 3     | 0     | 0      | —                | —                | —                | —                       | —                       | —                       | 3     | 0     | 0      |
| Cerro Porteño Paraguay       | 1.ª           | 2010          | 3     | 0     | 0      | —                | —                | —                | —                       | —                       | —                       | 3     | 0     | 0      |
| Cerro Porteño Paraguay       | 1.ª           | 2011          | 14    | 3     | 0      | —                | —                | —                | 8                       | 2                       | 1                       | 22    | 5     | 1      |
| F. C. Porto Portugal         | 1.ª           | 2011-12       | 4     | 0     | 0      | 3                | 0                | 0                | —                       | —                       | —                       | 7     | 0     | 0      |
| F. C. Porto Portugal         | 1.ª           | 2012-13       | 1     | 0     | 0      | 2                | 0                | 0                | —                       | —                       | —                       | 3     | 0     | 0      |
| C. A. River Plate Argentina  | 1.ª           | F-2013        | 17    | 3     | 2      | —                | —                | —                | —                       | —                       | —                       | 17    | 3     | 2      |
| C. A. River Plate Argentina  | Total club    | Total club    | 17    | 3     | 2      | 0                | 0                | 0                | 0                       | 0                       | 0                       | 17    | 3     | 2      |
| F. C. Porto Portugal         | 1.ª           | 2013-14       | 1     | 0     | 0      | —                | —                | —                | —                       | —                       | —                       | 1     | 0     | 0      |
| F. C. Porto Portugal         | Total club    | Total club    | 6     | 0     | 0      | 5                | 0                | 0                | 0                       | 0                       | 0                       | 11    | 0     | 0      |
| Hellas Verona F. C. · Italia | 1.ª           | 2013-14       | 33    | 8     | 5      | —                | —                | —                | —                       | —                       | —                       | 33    | 8     | 5      |
| Hellas Verona F. C. · Italia | Total club    | Total club    | 6     | 0     | 0      | 5                | 0                | 0                | 0                       | 0                       | 0                       | 11    | 0     | 0      |
| A. S. Roma · Italia          | 1.ª           | 2014-15       | 27    | 2     | 2      | 1                | 1                | 0                | 9                       | 1                       | 2                       | 37    | 4     | 4      |
| A. S. Roma · Italia          | 1.ª           | 2015-16       | 12    | 1     | 0      | 1                | 0                | 0                | 6                       | 0                       | 0                       | 19    | 1     | 0      |
| AFC Bournemouth Inglaterra   | 1.ª           | 2015-16       | 2     | 0     | 0      | 2                | 0                | 0                | —                       | —                       | —                       | 4     | 0     | 0      |
| AFC Bournemouth Inglaterra   | Total club    | Total club    | 2     | 0     | 0      | 2                | 0                | 0                | 0                       | 0                       | 0                       | 4     | 0     | 0      |
| A. S. Roma · Italia          | 1.ª           | 2016-17       | 5     | 0     | 0      | —                | —                | —                | 7                       | 0                       | 0                       | 12    | 0     | 0      |
| A. S. Roma · Italia          | Total club    | Total club    | 44    | 3     | 2      | 2                | 1                | 0                | 22                      | 1                       | 2                       | 68    | 5     | 4      |
| Torino F. C. · Italia        | 1.ª           | 2016-17       | 16    | 1     | 3      | 1                | 0                | 0                | —                       | —                       | —                       | 17    | 1     | 3      |
| Torino F. C. · Italia        | Total club    | Total club    | 16    | 1     | 3      | 1                | 0                | 0                | 0                       | 0                       | 0                       | 17    | 1     | 3      |
| Club Tijuana · México        | 1.ª           | 2017-18       | 14    | 0     | 0      | 3                | 0                | 0                | —                       | —                       | —                       | 17    | 0     | 0      |
| Club Tijuana · México        | Total club    | Total club    | 14    | 0     | 0      | 3                | 0                | 0                | 0                       | 0                       | 0                       | 17    | 0     | 0      |
| Pumas de la UNAM · México    | 1.ª           | 2018-19       | 29    | 4     | 3      | 9                | 4                | 2                | —                       | —                       | —                       | 38    | 8     | 5      |
| Pumas de la UNAM · México    | 1.ª           | A-2019        | 18    | 2     | 1      | 2                | 0                | 1                | —                       | —                       | —                       | 20    | 2     | 2      |
| C. F. Pachuca · México       | 1.ª           | C-2020        | 4     | 0     | 0      | 2                | 0                | 1                | —                       | —                       | —                       | 6     | 0     | 1      |
| C. F. Pachuca · México       | Total club    | Total club    | 4     | 0     | 0      | 2                | 0                | 1                | 0                       | 0                       | 0                       | 6     | 0     | 1      |
| Pumas de la UNAM · México    | 1.ª           | 2020-21       | 35    | 2     | 2      | —                | —                | —                | —                       | —                       | —                       | 35    | 2     | 2      |
| Pumas de la UNAM · México    | Total club    | Total club    | 82    | 8     | 6      | 11               | 4                | 3                | 0                       | 0                       | 0                       | 93    | 12    | 9      |
| Aris Salónica F. C. · Grecia | 1.ª           | 2021-22       | 33    | 1     | 2      | 4                | 1                | 0                | —                       | —                       | —                       | 37    | 2     | 2      |
| Aris Salónica F. C. · Grecia | 1.ª           | 2022-23       | 33    | 4     | 1      | 4                | 1                | 0                | 4                       | 1                       | 2                       | 41    | 6     | 3      |
| Aris Salónica F. C. · Grecia | Total club    | Total club    | 66    | 5     | 3      | 8                | 2                | 0                | 4                       | 1                       | 2                       | 78    | 8     | 5      |
| Grêmio F-B. P. A. · Brasil   | 1.ª           | 2023          | 5     | 0     | 0      | 1                | 0                | 0                | —                       | —                       | —                       | 6     | 0     | 0      |
| Grêmio F-B. P. A. · Brasil   | Total club    | Total club    | 5     | 0     | 0      | 1                | 0                | 0                | 0                       | 0                       | 0                       | 6     | 0     | 0      |
| Cerro Porteño Paraguay       | 1.ª           | 2024          | 33    | 6     | 3      | 1                | 0                | 0                | 8                       | 1                       | 0                       | 42    | 7     | 3      |
| Cerro Porteño Paraguay       | 1.ª           | 2025          | 23    | 13    | 0      | —                | —                | —                | 7                       | 1                       | 1                       | 30    | 14    | 1      |
| Cerro Porteño Paraguay       | Total club    | Total club    | 76    | 22    | 3      | 1                | 0                | 0                | 23                      | 4                       | 2                       | 100   | 26    | 5      |
| Total carrera                | Total carrera | Total carrera | 365   | 50    | 24     | 36               | 7                | 4                | 49                      | 6                       | 6                       | 450   | 63    | 34     |
| 1. 2. 3.                     |               |               |       |       |        |                  |                  |                  |                         |                         |                         |       |       |        |

### Selección nacional
Actualizado hasta su último partido disputado el 23 de junio de 2019.
| Selección         | Año             | Amistosos | Amistosos | Amistosos | Eliminatorias | Eliminatorias | Eliminatorias | Continental | Continental | Continental | Mundial | Mundial | Mundial | Total | Total | Total  |
| Selección         | Año             | Part.     | Goles     | Asist.    | Part.         | Goles         | Asist.        | Part.       | Goles       | Asist.      | Part.   | Goles   | Asist.  | Part. | Goles | Asist. |
| ----------------- | --------------- | --------- | --------- | --------- | ------------- | ------------- | ------------- | ----------- | ----------- | ----------- | ------- | ------- | ------- | ----- | ----- | ------ |
| Absoluta Paraguay | 2009            | 1         | 0         | 0         | —             | —             | —             | —           | —           | —           | —       | —       | —       | 1     | 0     | 0      |
| Absoluta Paraguay | 2016            | 1         | 0         | 0         | 2             | 0             | 0             | 2           | 0           | 0           | —       | —       | —       | 5     | 0     | 0      |
| Absoluta Paraguay | 2017            | 2         | 0         | 0         | 1             | 0             | 0             | —           | —           | —           | —       | —       | —       | 3     | 0     | 0      |
| Absoluta Paraguay | 2019            | 1         | 0         | 0         | —             | —             | —             | 2           | 0           | 0           | —       | —       | —       | 3     | 0     | 0      |
| Total selección   | Total selección | 5         | 0         | 0         | 3             | 0             | 0             | 4           | 0           | 0           | 0       | 0       | 0       | 12    | 0     | 0      |
| 1. 2.             |                 |           |           |           |               |               |               |             |             |             |         |         |         |       |       |        |

### Resumen estadístico
| Torneo                  | Part. | Goles | Asist. |
| ----------------------- | ----- | ----- | ------ |
| Liga                    | 365   | 50    | 24     |
| Copas nacionales        | 36    | 7     | 4      |
| Torneos internacionales | 49    | 6     | 6      |
| Selección de Paraguay   | 12    | 0     | 0      |
| Total                   | 462   | 63    | 34     |

## Palmarés

### Campeonatos nacionales
| Título           | Club          | Sede     | Año     |
| ---------------- | ------------- | -------- | ------- |
| Primera División | Cerro Porteño | Paraguay | A-2009  |
| Primeira Liga    | F. C. Porto   | Portugal | 2011-12 |
| Primeira Liga    | F. C. Porto   | Portugal | 2012-13 |